# Bico do Papagaio (Itajaí)

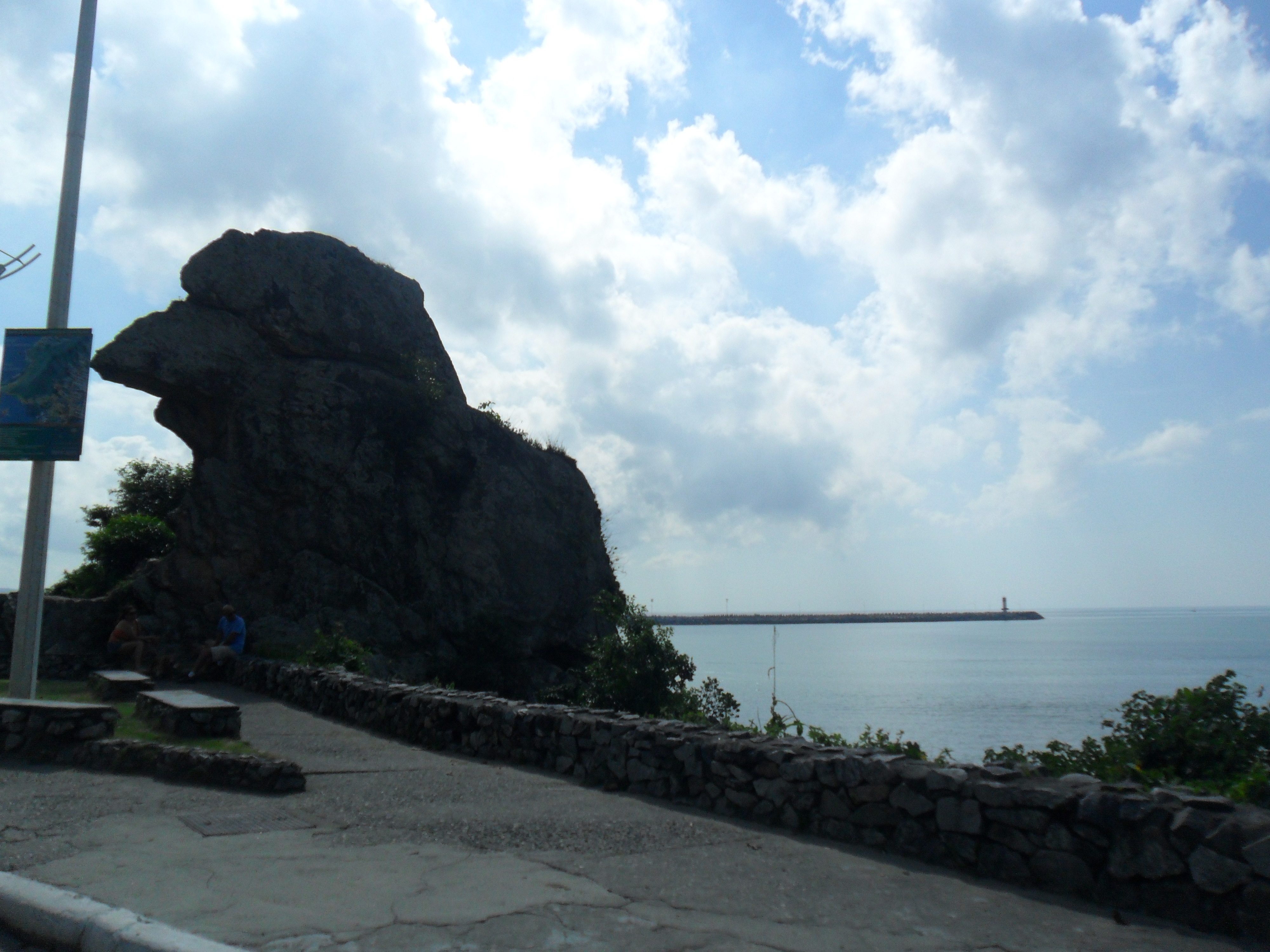
Bico do Papagaio

O Bico do Papagaio é uma das atrações turísticas do estado de Santa Catarina, localiza-se na Praia de Geremias do município de Itajaí. Representa uma exótica formação rochosa de quatro metros e meio de altura. Quando foi feita a abertura da estrada que faz a ligação do centro de Itajaí ate o bairro de cabeçudas, houve a necessidade de implodir rochas, em uma dessas implosões resultou a formação que hoje conhecemos por bico do papagaio, com um interessante formato de uma ave. Por esse motivo, a atração ficou conhecida como Bico do Papagaio e nos dias de hoje é um dos cartões-postais da cidade.